# Xian de Wushan (Gansu)
Le xian de Wushan (武山县 ; pinyin : Wǔshān Xiàn) est un district administratif de la province du Gansu en Chine. Il est placé sous la juridiction de la ville-préfecture de Tianshui.

## Démographie
La population du district était de 418 648 habitants en 1999.